# 油車口忠義宮
油車口忠義宮－蘇府王爺廟，另稱水陸廟，主祀蘇府王爺、另配祀王爺媽、青山王、五營元帥、王爺船及虎爺公，位在新北市淡水區油車里中正路一段32號，在每年農曆的九月初九重陽節，都會有燒王船的祭典，場會相當隆重，附近的居民和信眾都會很熱絡的來祭獻，是淡水地區最大的王爺廟。

## 神蹟故事
相傳清光緒十年（1884年）中法戰爭，法軍強行登陸，在中崙一帶激戰，王爺顯靈，遣神兵助陣，懼退敵兵。事後，駐守油車口砲臺（今北門鎖鑰舊砲臺）清兵，為了感謝神恩，每逢初一、十五，必以盛儀，來廟祭拜。當時駐軍提督章高元並敬獻「威靈赫濯」匾額，今仍懸於廟內。

## 外部連結
- 淡水油車口忠義宮燒王船 （页面存档备份，存于）